# أدريان فرانكلين
أدريان فرانكلين (بالإنجليزية: Adrian Franklin)‏ هو عالم اجتماع ومقدم تلفزيوني أسترالي وبريطاني، ولد في 19 ديسمبر 1955 في كانتربيري في المملكة المتحدة.